# 저스티스 리그: 두 지구의 위기
《저스티스 리그: 두 지구의 위기》(영어: Justice League: Crisis on Two Earths)는 저스티스 리그를 소재로 한 2010년 비디오 영화이다. 기존 TV 애니메이션 《저스티스 리그》 시리즈와 세 번째 시즌 "저스티스 리그 언리미티드"의 징검다리 이야기를 다루고 있다.

## 출연진
- 윌리엄 볼드윈 - 배트맨 / 브루스 웨인
- 마크 하먼 - 클라크 켄트 / 슈퍼맨
- 크리스 노스 - 렉스 루터
- 지나 토러스 - 슈퍼우먼
- 제임스 우즈 - 아울맨
- 브라이언 블룸 - 울트라맨
- 조너선 애덤스 - 존 존즈 / 마션 맨헌터
- 조시 키턴 - 월리 웨스트 / 플래시
- 버네사 마셜 - 다이애나 공주 / 원더우먼
- 브루스 데이비슨 - 슬레이드 윌슨 대통령
- 프레디 로저스 - 로즈 윌슨
- 제임스 패트릭 스튜어트 - 조니 퀵
- 놀런 노스 - 할 조던 / 그린 랜턴